# Élections législatives de 1958 dans la Mayenne
Les élections législatives françaises de 1958 se déroulent les 23 et 30 novembre 1958. Dans le département de la Mayenne, trois députés sont à élire dans le cadre de trois circonscriptions.

## Élus
| Circonscription | Député élu     | Parti | Parti |
| --------------- | -------------- | ----- | ----- |
| 1re             | Robert Buron   |       | MRP   |
| 2e              | Louis Fourmond |       | MRP   |
| 3e              | Bertrand Denis |       | CNIP  |

## Système électoral
Pour la première fois depuis 1936, les élections législatives ont lieu au scrutin uninominal majoritaire à deux tours dans des circonscriptions uninominales.
Est élu au premier tour le candidat qui réunit la majorité absolue des suffrages exprimés et un nombre de voix au moins égal au quart (25 %) des électeurs inscrits dans la circonscription. Si aucun des candidats ne satisfait ces conditions, un second tour est organisé entre les candidats ayant réuni un nombre de voix au moins égal à 5 % des suffrages exprimés. Au second tour, le candidat arrivé en tête est déclaré élu.
Le seuil de qualification, basé sur un pourcentage relativement faible des suffrages exprimés, tend à faciliter l'accès au second tour de plus de deux candidats. Les candidats en lice au second tour peuvent ainsi fréquemment être trois, un cas de figure appelé « triangulaire ». Lorsque quatre candidats s'affrontent au second tour, on parle de « quadrangulaire ».

## Résultats

### Résultats à l'échelle du département
| Parti          | Parti                                          | Premier tour | Premier tour | Second tour | Second tour | Sièges |
| Parti          | Parti                                          | Voix         | %            | Voix        | %           | Sièges |
| -------------- | ---------------------------------------------- | ------------ | ------------ | ----------- | ----------- | ------ |
|                | Centre national des indépendants et paysans    | 31 250       | 25,29        | 7 887       | 20,22       | 1      |
|                | Union pour la nouvelle République              | 7 753        | 6,27         | 13 122      | 33,65       | 0      |
|                | Modérés                                        | 3 776        | 3,06         | Retrait     | Retrait     | 0      |
|                | Droite parlementaire                           | 42 779       | 34,61        | 21 009      | 53,87       | 1      |
|                |                                                |              |              |             |             |        |
|                | Mouvement républicain populaire                | 50 429       | 40,80        | 15 932      | 40,85       | 2      |
|                | Section française de l'Internationale ouvrière | 12 211       | 9,88         | Retrait     | Retrait     | 0      |
|                | Union et fraternité française                  | 10 295       | 8,33         |             |             | 0      |
|                | Parti communiste français                      | 7 872        | 6,37         | 2 059       | 5,28        | 0      |
|                |                                                |              |              |             |             |        |
| Inscrits       | Inscrits                                       | 157 292      | 100,00       | 51 940      | 100,00      | 3      |
| Abstentions    | Abstentions                                    | 27 471       | 17,46        | 11 573      | 22,28       |        |
| Votants        | Votants                                        | 129 821      | 82,54        | 40 367      | 77,72       |        |
| Blancs et nuls | Blancs et nuls                                 | 6 235        | 4,8          | 1 367       | 3,39        |        |
| Exprimés       | Exprimés                                       | 123 586      | 95,2         | 39 000      | 96,61       |        |

### Résultats par circonscription

#### Première circonscription (Laval)
|                | Robert Buron élu | MRP            | 25 333 | 58,2   |  |  |  |
|                | Jacques L'Hoste  | UFF            | 8 414  | 19,33  |  |  |  |
|                | Maurice Cormier  | SFIO           | 6 174  | 14,18  |  |  |  |
|                | Germaine Stindel | PCF            | 3 608  | 8,29   |  |  |  |
|                |                  |                |        |        |  |  |  |
| Inscrits       | Inscrits         | Inscrits       | 55 502 | 100,00 |  |  |  |
| Abstentions    | Abstentions      | Abstentions    | 9 884  | 17,81  |  |  |  |
| Votants        | Votants          | Votants        | 45 618 | 82,19  |  |  |  |
| Blancs et nuls | Blancs et nuls   | Blancs et nuls | 2 089  | 4,58   |  |  |  |
| Exprimés       | Exprimés         | Exprimés       | 43 529 | 95,42  |  |  |  |

#### Deuxième circonscription (Château-Gontier)
| Candidat       | Candidat           | Parti          | Premier tour | Premier tour | Second tour | Second tour |  |
| Candidat       | Candidat           | Parti          | Voix         | %            | Voix        | %           |  |
| -------------- | ------------------ | -------------- | ------------ | ------------ | ----------- | ----------- |  |
|                | Louis Fourmond élu | MRP            | 11 946       | 29,98        | 15 932      | 40,85       |  |
|                | Victor Priou       | CNIP           | 11 132       | 27,94        | 7 887       | 20,22       |  |
|                | Jacques Crosnier   | UNR            | 7 753        | 19,46        | 13 122      | 33,65       |  |
|                | Paul-Henri Vivion  | Modérés        | 3 776        | 9,48         | Retrait     | Retrait     |  |
|                | René Papoin        | SFIO           | 3 168        | 7,95         | Retrait     | Retrait     |  |
|                | Francis Deslandes  | PCF            | 2 067        | 5,19         | 2 059       | 5,28        |  |
|                |                    |                |              |              |             |             |  |
| Inscrits       | Inscrits           | Inscrits       | 51 941       | 100,00       | 51 940      | 100,00      |  |
| Abstentions    | Abstentions        | Abstentions    | 9 453        | 18,2         | 11 573      | 22,28       |  |
| Votants        | Votants            | Votants        | 42 488       | 81,8         | 40 367      | 77,72       |  |
| Blancs et nuls | Blancs et nuls     | Blancs et nuls | 2 646        | 6,23         | 1 367       | 3,39        |  |
| Exprimés       | Exprimés           | Exprimés       | 39 842       | 93,77        | 39 000      | 96,61       |  |

#### Troisième circonscription (Mayenne)
|                | Bertrand Denis élu | CNIP           | 20 118 | 50,03  |  |  |  |
|                | Jules Linais       | MRP            | 13 150 | 32,7   |  |  |  |
|                | Jules Gohier       | SFIO           | 2 869  | 7,13   |  |  |  |
|                | Jean Primet        | PCF            | 2 197  | 5,46   |  |  |  |
|                | Georges Durand     | UFF            | 1 881  | 4,68   |  |  |  |
|                |                    |                |        |        |  |  |  |
| Inscrits       | Inscrits           | Inscrits       | 49 849 | 100,00 |  |  |  |
| Abstentions    | Abstentions        | Abstentions    | 8 134  | 16,32  |  |  |  |
| Votants        | Votants            | Votants        | 41 715 | 83,68  |  |  |  |
| Blancs et nuls | Blancs et nuls     | Blancs et nuls | 1 500  | 3,6    |  |  |  |
| Exprimés       | Exprimés           | Exprimés       | 40 215 | 96,4   |  |  |  |